# Mea Shearim

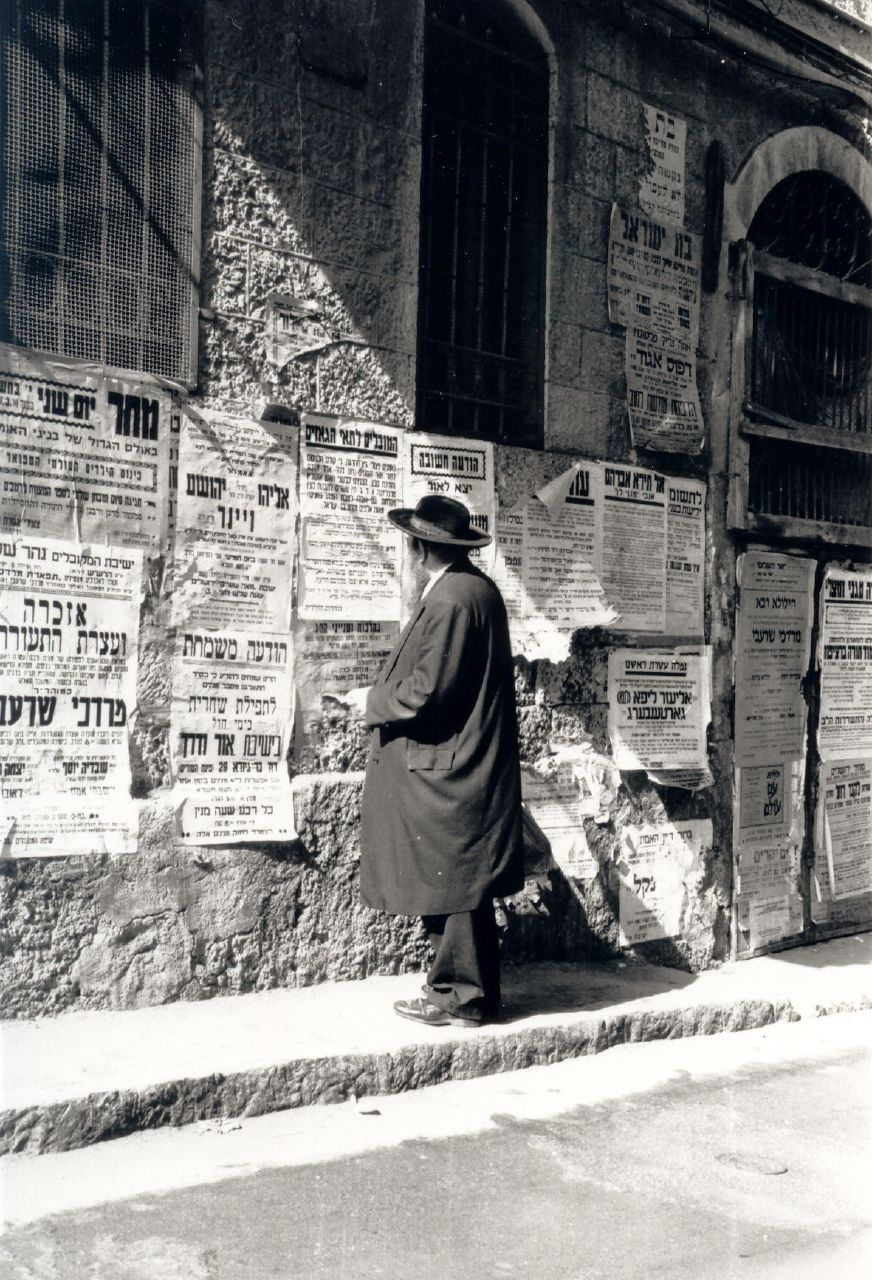
Cartells a les parets de Mea Shearim.

Mea Shearim és un barri del nord de Jerusalem. És molt conegut per ser un barri a on viuen exclusivament jueus ultraortodoxos. Diversos rètols conviden a les visitants a no entrar en aquest barri vestides de manera "indecent".

## Història
Mea Shearim vol dir "cent portes" en hebreu. El nom es refereix a les cent portes d'entrada evocades en la Torà i es correspon a la Parashà haShavúa (secció setmanal de la Torà) que es llegia en la sinagoga durant la setmana en què es va crear el barri.
Va ser construït al llarg del segle xix, ja que la vida en el nucli antic de Jerusalem era massa incòmoda. El barri estava format de casetes de dues habitacions per a unes deu persones cadascuna que, construïdes unes al costat d'unes altres, formant una muralla natural, mentre que les escoles estaven en el nucli antic.
La Guerra de 1948 va deixar Mea Shearim en mans d'Israel, i el nucli antic de la ciutat va passar a domini jordà. Quan es va crear l'Estat sionista d'Israel, es va tenir en compte a la població de Mea Shearim i els seus objectius particulars. El dret primordial de qualsevol jueu religiós de tornar a Israel, sense haver de barrejar-se amb la societat moderna i civil, es va respectar, ja que el dret a la tornada s'aplicava tant a ortodoxos com a laics.
Mai se'ls va imposar el servei militar, en acceptar l'exèrcit israelià les raons religioses per no obligar a ningú a empunyar una arma. Tampoc se'ls va imposar l'anomenat "servei nacional alternatiu" si la seva manera de vida els obligava a estudiar en una ieixivà. Al barri, la llengua més parlada és el jiddisch.